# Konszka
Konszka (1899-ig Konszka, szlovákul Konská) község Szlovákiában, a Zsolnai kerületben, a Liptószentmiklósi járásban.

## Fekvése
Liptószentmiklóstól 10 km-re északkeletre fekszik.

## Története
A település Magyarfalu határában keletkezett akkor, amikor 1309-ben Doncs zólyomi ispán a birtokot Egyednek és utódainak adta. 1357-ben még „Weresmihalfalua” néven említik először, majd 1391-ben „Veresmihalfyahaza” néven találjuk. Ebben az évben az Andreánszky és Detrich családok birtoka, az idők folyamán azonban több birtokosa is volt. 1426-ban „Vereshaza” néven szerepel, de 1515-ben már „Konska” alakban említik. Lakói mezőgazdasággal, állattenyésztéssel foglalkoztak, később kőművesek, ácsok voltak. 1784-ben 21 háza volt 144 lakossal.
A 18. század végén Vályi András így ír róla: „KONSZKA. Tót falu Liptó Várm. földes Urai Detrieh, és több Uraságok, lakosai katolikusok, fekszik Szent Andrásnak szomszédságában, mellynek filiája, legelője elég van, és tűzrefája, de földgye sovány, határja köves.”
1828-ban 23 házában 221 lakos élt.
Fényes Elek 1851-ben kiadott geográfiai szótárában így ír a faluról: „Konszka, Liptó m. tót falu, 8 kath., 213 evang. lak. Földe főképen zabot terem; savanyuviz-forrása van. F. u. Andreanszky. Ut. p. Okolicsna.”
A 20. század eleji magyarosítási hullám részeként a Csikótelke elnevezést javasolták a község számára, de ez nem vált hivatalossá. Határában szenet kezdtek bányászni, de ez is sikertelen maradt. A trianoni békeszerződés idején Liptó vármegye Liptószentmiklósi járásához tartozott.
Határában több üdülő épült.

## Népessége
| Év:            | 1994. | 2004.   | 2014.    | 2024.   |
| -------------- | ----- | ------- | -------- | ------- |
| Emberek száma: | 253   | 241     | 215      | 231     |
| Eltérés:       |       | -4,74 % | -10,78 % | +7,44 % |

| Év:            | 2023. | 2024.   |
| -------------- | ----- | ------- |
| Emberek száma: | 227   | 231     |
| Eltérés:       |       | +1,76 % |

1910-ben 278, túlnyomórészt szlovák anyanyelvű lakosa volt.
2001-ben 254 lakosából 247 szlovák volt.
2011-ben 215 lakosából 209 szlovák volt.

## Nevezetességei
- Területén vastartalmú ásványvízforrás található.
- 1919-ben fa harangláb épült a községben.

## Külső hivatkozások
- Községinfó
- Konszka Szlovákia térképén
- E-obce.sk Archiválva 2008. szeptember 25-i dátummal a Wayback Machine-ben